# 팔라우 요리
팔라우 요리(Palau 料理, 팔라우어: kall er Belau 칼 에르 벨라우, 영어: Palauan cuisine 펄라우언 퀴진[*])는 미크로네시아 지역에 있는 팔라우의 요리이다. 얌, 감자, 생선, 돼지고기와 토착 재료를 가미한 팔라우의 요리이다. 양식은 팔라우인들이 즐기는 요리이다.
팔라우는 외국 관광객은 아주 많지만 인구는 매우 적은 편이다. 때문에 관광객을 위한 음식점이 상당히 많다. 2000년도 후부터 급증하고 있는 한국인 관광객에 따라 한국 요리 전문점이 주를 이루며 중국 요리, 버거류, 피자, 파스타 요리 전문점도 많다. 토착 요리로는 채소류, 돼지, 닭고기가 많지만 토착 요리를 정찬으로 판매하는 음식점은 상당히 보기가 어렵다.
태평양 섬나라인 팔라우는 주변 미크로네시아의 영향을 받았기 때문에 토착 요리가 존재한다고는 하지만 다른 미크로네시아 섬나라의 경우 관광객이 거의 없다시피하는 것과 다르게 팔라우는 관광산업이 일찍이 발달했으므로 식당의 수는 비교할 수 없을 정도로 팔라우에 많다고 볼 수 있다. 가장 특징적인 음료는 코코넛을 따서 알코올을 넣어 즉석으로 만들거나 발표해 내오는 일종의 코코넛주이다. 코코넛과 카바 초라는 풀의 뿌리를 한데 섞어서 만들고 인도산 후추의 일종인 베텔을 씹어서 함께 먹는다.
필리핀계 주민의 영향으로  필리핀 음식 문화가 많이 발달해  있다.

## 같이 보기
- 미크로네시아 요리